# Familiar to Millions
Familiar to Millions je živé album britské rockové kapely Oasis. Bylo nahráno na starém stadionu Wembley 21. července 2000.

## Seznam skladeb
Autorem všech skladeb je Noel Gallagher, pokud není uvedeno jinak. Dělení disků a délky skladeb jsou z dvoudiskové edice alba.

### Disk 1
1. „Fuckin' in the Bushes“ (intro tape) – 3:04
2. „Go Let It Out“ – 5:32
3. „Who Feels Love?“ – 5:59
4. „Supersonic“ – 4:30
5. „Shakermaker“ – 5:13
6. „Acquiesce“ – 4:18
7. „Step Out“ (Gallagher, Stevie Wonder, Henry Cosby, Sylvia Moy) – 4:05
8. „Gas Panic!“ – 8:01
9. „Roll with It“ – 4:43
10. „Stand by Me“ – 5:49

### Disk 2
1. „Wonderwall“ – 4:34
2. „Cigarettes & Alcohol“ – 6:53
3. „Don't Look Back in Anger“ – 5:09
4. „Live Forever“ – 4:52
5. „Hey Hey, My My (Into the Black)“ (Neil Young) – 3:45
6. „Champagne Supernova“ – 6:31
7. „Rock 'n' Roll Star“ – 6:19
8. „Helter Skelter“ (John Lennon, Paul McCartney) – 6:32)

## Obsazení
- Liam Gallagher – hlavní vokály, tamburína
- Noel Gallagher – sólová kytara, zpěv
- Gem Archer – rytmická kytara
- Andy Bell – baskytara
- Alan White – bicí